# جنرال رودريغيز (مدينة)
جنرال رودريغيز (بالإسبانية: General Rodríguez)‏ هي منطقة سكنية تقع في الأرجنتين في General Rodríguez Partido.[بحاجة لمصدر] يقدر عدد سكانها بـ 63,317 نسمة وترتفع عن سطح البحر 28 متر.

## أعلام
- دييغو غالفان
- فابيان سانتانا
- دانيال ألبرتو غونزاليس
- سلفادور راينوسو